# Viviana Grisafi
Viviana Grisafi (* 23. Januar 1998 in Offenbach am Main) ist eine deutsche Popsängerin, die als Zweitplatzierte der 12. Staffel der RTL-Castingshow Deutschland sucht den Superstar bekannt wurde.

## Leben
Grisafi wurde 1998 als Tochter sizilianischer Eltern geboren und absolvierte das Fachabitur.
Im Alter von 15 Jahren nahm Grisafi an der 7. Staffel der RTL-Castingshow Das Supertalent teil und belegte den dritten Platz. 2012 trat sie in der zweiten Staffel der RTL-II-Imitatoren-Castingshow My Name Is als Amy Winehouse auf. 2015 nahm Grisafi an der 12. Staffel von Deutschland sucht den Superstar teil. Im Finale am 16. Mai 2015 belegte sie hinter dem Sieger Severino den zweiten Platz. Ihre Single Hero of My Heart stieg auf Platz 27 der deutschen Charts ein.

## Diskografie
Singles
- 2015: Hero of My Heart
- 2017: Icebreaker
- 2019: Take Me
- 2019: I Miss You
- 2022: Planet of Love